# 長崎家庭裁判所
長崎家庭裁判所（ながさきかていさいばんしょ）は、長崎県長崎市にある日本の家庭裁判所の一つで、長崎県を管轄している。略称は、長崎家裁（ながさきかさい）。大村、島原、佐世保、平戸、壱岐、五島、厳原（対馬市）に支部を、諫早、新上五島、上県（対馬市）に出張所を置いている。
長崎家庭裁判所の支部は長崎地方裁判所支部に併設されている。また、本庁・支部・出張所のいずれにも簡易裁判所が併設されている。

## 所在地
- 本庁：長崎県長崎市万才町6-25　北緯32度44分45.9秒 東経129度52分30.2秒 / 北緯32.746083度 東経129.875056度
JR長崎線 長崎駅から長崎県庁方面へ徒歩15分
長崎バス・長崎県営バス県庁前バス停から徒歩1分，興善町バス停から徒歩2分，中央橋バス停から徒歩4分
長崎電気軌道 西浜町停留場, 大波止停留場から徒歩5分
- 大村支部：長崎県大村市東本町287　北緯32度54分23.5秒 東経129度57分43秒 / 北緯32.906528度 東経129.96194度
JR大村線 大村駅南方向へ徒歩10分
- 島原支部：長崎県島原市城内1丁目1195-1　北緯32度47分16.6秒 東経130度22分5.8秒 / 北緯32.787944度 東経130.368278度
島原鉄道島原鉄道線 島原駅徒歩5分，島鉄バス大手バス停徒歩1分
- 佐世保支部：長崎県佐世保市光月町9-4　北緯33度10分24.7秒 東経129度43分23.4秒 / 北緯33.173528度 東経129.723167度
JR佐世保線, 大村線, 松浦鉄道西九州線 佐世保駅北方向へ徒歩15分，西肥バス（させぼバスも含む）島瀬町バス停から徒歩3分
- 平戸支部：長崎県平戸市戸石川町460　北緯33度21分53.3秒 東経129度33分1.3秒 / 北緯33.364806度 東経129.550361度
西肥バス平戸新町バス停から西方向へ徒歩5分
- 壱岐支部：長崎県壱岐市郷ノ浦町本村触624-1　北緯33度44分56.1秒 東経129度41分35.5秒 / 北緯33.748917度 東経129.693194度
九州郵船郷ノ浦港北東方向へ徒歩15分，壱岐交通新道バス停徒歩3分
- 五島支部：長崎県五島市栄町1-7　北緯32度41分45.2秒 東経128度50分47.9秒 / 北緯32.695889度 東経128.846639度
船，福江港西方向へ徒歩3分，五島バス ターミナルホテル前バス停から徒歩1分
- 厳原支部：長崎県対馬市厳原町中村642-1　北緯34度12分24秒 東経129度17分22.9秒 / 北緯34.20667度 東経129.289694度
対馬交通バス厳原警察署前バス停から徒歩1分
- 諫早出張所:長崎県諫早市永昌東町24-12　北緯32度51分21.8秒 東経130度2分33.6秒 / 北緯32.856056度 東経130.042667度
JR長崎線, 大村線, 島原鉄道島原鉄道線 諫早駅から諫早総合病院方面へ徒歩7分
- 新上五島出張所:長崎県南松浦郡新上五島町有川郷2276-5　北緯32度58分52.7秒 東経129度6分49.5秒 / 北緯32.981306度 東経129.113750度
西肥バス有川裁判所前バス停から徒歩1分
- 上県出張所:長崎県対馬市上県町佐須奈甲639-22　北緯34度38分11.4秒 東経129度23分58秒 / 北緯34.636500度 東経129.39944度
対馬交通バス佐須奈バス停から徒歩5分

## 管轄
- 本庁
  - 長崎市、西海市（旧西彼杵郡西彼町、旧西彼杵郡大瀬戸町）、西彼杵郡長与町、時津町
- 大村支部
  - 大村市、東彼杵郡東彼杵町
- 諫早出張所
  - 諫早市
- 島原支部
  - 島原市、雲仙市、南島原市
- 五島支部
  - 五島市
- 新上五島出張所
  - 南松浦郡新上五島町、西海市（旧西彼杵郡崎戸町平島）
- 厳原支部
  - 対馬市（峰支所、上県支所及び上対馬支所の各所管区域を除く。）
- 上県出張所
  - 対馬市（峰支所、上県支所及び上対馬支所の各所管区域。）
- 佐世保支部
  - 佐世保市、西海市（旧西彼杵郡西海町、旧西彼杵郡大島町、旧西彼杵郡崎戸町（平島を除く。））、東彼杵郡川棚町、波佐見町、北松浦郡小値賀町、佐々町
- 平戸支部
  - 平戸市、松浦市
- 壱岐支部
  - 壱岐市

※ただし、大村・島原・五島・厳原の各支部の合議事件、大村・島原の各支部の少年事件は本庁で、壱岐支部管内の合議事件は佐世保支部でそれぞれ取り扱う。

※諫早、新上五島、上県の各出張所は、家事審判法で定める家庭に関する事件の審判及び調停のみ扱い、その他の事務は当該支部が扱う。

## 歴代所長
- 宮良允通（1999年10月 - 2001年3月 福岡高等裁判所部総括判事）
- 仲家暢彦（2001年3月 - 2002年3月31日 長崎地方裁判所長）
- 大谷正治（2002年4月1日 - 2004年1月 和歌山地方裁判所・和歌山家庭裁判所長）
- 野崎彌純（2004年1月 - 2005年12月 依願退官）
- 窪田正彦（2005年12月 - 2007年7月 広島家庭裁判所長）
- 小松一雄（2007年7月 - 2009年3月 大阪高等裁判所部総括判事）
- 谷敏行（2009年3月 - 2011年3月 定年退官）
- 小島正夫（2011年3月 - 2012年5月 依願退官）
- 楠本新（2012年5月 - 2014年2月 定年退官）
- 田中俊次（2014年2月 - 2014年11月 長崎地方裁判所長）